# Tu verras Montmartre !

Tu verras Montmartre ! (ou Monte là-dessus et tu verras Montmartre !) est une chanson écrite par Lucien Boyer en 1922 sur une musique de Charles Borel-Clerc, et enregistrée en 1923. C'est aussi l'hymne officiel de la République de Montmartre.